# Stefano Cherchi
Stefano Cherchi (Mores, 8 marzo 2001 – Canberra, 3 aprile 2024) è stato un fantino italiano.

## Biografia
Cherchi ottenne 106 vittorie nel Regno Unito, 38 delle quali in sella a cavalli addestrati dal connazionale Marco Botti. Nel 2021 vinse il Grey Horse Handicap cavalcando Mitrosonfire.
Il 20 marzo 2024, Cherchi rimase gravemente ferito cadendo insieme al suo cavallo durante una corsa a Canberra, in Australia, per poi morire in ospedale il 3 aprile seguente, meno di un mese dopo aver compiuto 23 anni. Lasciò la fidanzata Brittany, figlia del fantino irlandese Kieren Fallon.